# Transcendental Club
Il Club Trascendentale fu un gruppo di autori, filosofi, socialisti, politici e intellettuali provenienti dal New England, che all'inizio e alla metà del XIX secolo che diede origine al trascendentalismo.

## Generalità
L'8 settembre 1836 Frederic Henry Hedge, Ralph Waldo Emerson, George Ripley e George Putnam (1807-1878; ministro unitariano di Roxbury) si incontrarono a Cambridge, nel Massachusetts per discutere la formazione di un nuovo club; la prima riunione ufficiale si tenne undici giorni dopo a casa di Ripley, a Boston.
Tra gli altri membri del club figurano i seguenti: Amos Bronson Alcott, Orestes Brownson, Theodore Parker, Henry David Thoreau, William Henry Channing, James Freeman Clarke, Christopher Pearse Cranch, Convers Francis, Sylvester Judd, Jones Very e Charles Stearns Wheeler. Tra i membri femminili figurano Sophia Ripley, Margaret Fuller, Elizabeth Peabody,[4] Ellen Sturgis Hooper e Caroline Sturgis Tappan.

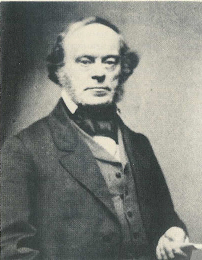
Frederic Henry Hedge

In origine, il gruppo si chiamava Hedge's Club perché di solito si riuniva quando Hedge era in visita a Bangor, nello Stato del Maine. Il nome Transcendental Club fu dato al gruppo dal pubblico e non dai suoi partecipanti. Esso fu coniato in una recensione del gennaio 1837 del saggio di Emerson intitolato Nature, ed era inteso in senso denigratorio. James Elliot Cabot, un biografo di Emerson, scrisse:
(Gura, Philip F. American Transcendentalism: A History, 2007)
Hedge a sua volta scrisse:
(Gura, Philip F. American Transcendentalism: A History, 2007)
Talora, ci si riferiva ad esso con il soprannome di brotherhood of the "Like-Minded" (Fratellanza di chi la pensa come me).
Il club fu un luogo d'incontro per questi giovani pensatori e un terreno per la loro frustrazione idealista rispetto al contesto generale della cultura e della società americana dell'epoca e, in particolare, dell'intellettualismo all'Università di Harvard. Gran parte del loro pensiero era incentrato sulle carenze della Chiesa unitariana.
Molte note riviste americane, tra cui la North American Review e il Christian Examiner, rifiutarono di accettare le proposte di pubblicazione del Transcendental Club. Una delle prime recensioni delle poesie di Emerson, ad esempio, avvertiva i lettori:
(Kilcup, Karen L. Who Killed American Poetry? From National Obsession to Elite Possession, 2019)
Nell'ottobre del 1839, i membri del Transcendental Club ebbero l'idea di fondare un proprio periodico come piattaforma per i loro ideali. Inizialmente, Brownson suggerì di utilizzare la sua Boston Quarterly Review, anche se altri pensarono che fosse necessaria una propria rivista. Hedge, Parker ed Emerson rifiutarono il ruolo di redattore. Ripley prestò servizio come redattore capo e, il 20 ottobre 1839, Fuller accettò il posto di redattore, sebbene non fosse stato in grado di iniziare a lavorare alla pubblicazione fino alla prima settimana del 1840. Il primo numero di The Dial, con un'introduzione di Emerson che lo definiva un "Giornale in un nuovo spirito" (Journal in a new spirit), fu pubblicato nel luglio 1840.
Il Trascendental Club probabilmente non si riunì più ufficialmente dopo il settembre 1840, anche se continuarono a tenere una corrispondenza e a partecipare alle conferenze degli altri. Il The Dial continuò a essere pubblicato, anche se non fu mai finanziariamente stabile. Nel 1843, l'allora direttrice commerciale Elizabeth Peabody contava solo duecento abbonati e le entrate non coprivano i costi di produzione. La pubblicazione cessò definitivamente nell'aprile del 1844. Il discorso/saggio di Anderson intitolato Nature fu considerato un manifesto delle idee trascendentaliste.